# Kanonierki typu City
Kanonierki typu City – typ amerykańskich pancernych kanonierek rzecznych z okresu wojny secesyjnej, składający się z siedmiu jednostek, nazywany też typem Cairo. Okręty tego typu były intensywnie używane podczas kampanii na Missisipi, począwszy od początku 1862 roku do końca wojny.

## Historia powstania
Po wybuchu wojny secesyjnej, w związku z zamiarem rozpoczęcia operacji przez Unię wzdłuż zachodnich rzek USA, powstała potrzeba posiadania okrętów rzecznych, wspierających działania wojsk lądowych. Prace nad pozyskaniem takich jednostek prowadzono początkowo z ramienia Armii USA (sił lądowych), z jedynie doradczą rolą Marynarki.
Budowa, a pośrednio także geneza kanonierek typu City, wiąże się z osobą Jamesa B. Eadsa (1820-1887), przedsiębiorczego inżyniera-samouka z Saint Louis. Eads był udziałowcem przedsiębiorstwa ratowniczego Missouri Wrecking Company i posiadał duże doświadczenie dotyczące rzek Zachodu. Już kilka dni po wybuchu wojny domowej (12 kwietnia 1861) zaoferował władzom Unii swoją wiedzę w tym zakresie. Pod koniec kwietnia, zaproszony do Waszyngtonu, spotkał się z prezydentem Lincolnem i jego gabinetem oraz przedstawił Sekretarzowi Marynarki Gideonowi Wellesowi na piśmie sugestie dotyczące opanowania doliny Missisipi i wyboru odpowiednich okrętów dla tego celu. Zaproponował także optymalną lokalizację bazy floty w mieście Cairo, leżącym w widłach rzek Missisipi i Ohio. Był to dopiero okres kształtowania się strategii Unii, prowadzący do przyjęcia planu Anaconda gen. Scotta, z którym współgrały postulaty Eadsa, w zakresie wywalczenia kontroli nad Missisipi. Postulaty Eadsa spotkały się z zainteresowaniem, a w związku z przejęciem odpowiedzialności za działania śródlądowe przez Armię i skupieniem się Marynarki na organizowaniu blokady morskiej, zostały 14 maja przekazane przez Sekretarza Marynarki Sekretarzowi Wojny Cameronowi, który z kolei przekazał je dowodzącemu siłami Unii na zachodnim obszarze (Departament Ohio) gen. McClellanowi. Na prośbę Camerona, Sekretarz Marynarki odkomenderował do pomocy w organizowaniu flotylli rzecznej, właśnie w oparciu o Cairo, oficera Marynarki kmdra por. Johna Rodgersa oraz konstruktora okrętowego Samuela Pooka.
Pierwszymi okrętami Unii na Missisipi stały się trzy statki zakupione w czerwcu 1861 przez Rodgersa i przebudowane na drewniane kanonierki, tzw. timberclads, jednakże prowadzono równolegle prace nad projektem okrętów specjalnie zbudowanych na potrzeby walk na rzekach. Początkowo nie planowano budowy opancerzonych okrętów (była to wciąż nowa idea na świecie), lecz w połowie czerwca zastosowanie żelaznego pancerza na „co najmniej jednym lub dwóch okrętach” nakazał Kwatermistrz Generalny Armii Montgomery Meigs, co stanowiło pierwszy przypadek zlecenia budowy okrętów pancernych przez rząd USA. 
Projekt nowych okrętów sporządził konstruktor Samuel Pook. Charakteryzowały się częściowo opancerzoną kazamatą, przykrywającą praktycznie całą część nadwodną, kojarzącą się ze skorupą żółwia, stąd bywały one później znane jako „żółwie Pooka” (Pook's turtles). Napęd stanowiły maszyny parowe i centralne koło łopatkowe ukryte pod kazamatą. Projekt częściowo bazował na zaproponowanym przez Głównego Konstruktora Marynarki Johna Lenthalla na potrzeby gen. Scotta, jeszcze przedwojennym projekcie bocznokołowej nieopancerzonej kanonierki typu double-ender (ze sterami na obu końcach), lecz stanowił jego praktycznie całkowite przetworzenie. Ogólny schemat kazamaty w części nadwodnej był prawdopodobnie inspirowany francuskimi pływającymi bateriami z okresu wojny krymskiej, natomiast inspiracją dla niego nie mógł być jeszcze w tym okresie podobny kształtem konfederacki CSS „Virginia”, do którego budowy dopiero przystąpiono w czerwcu 1861. Plany okrętów Pook sporządził 2 lipca 1861.

## Budowa

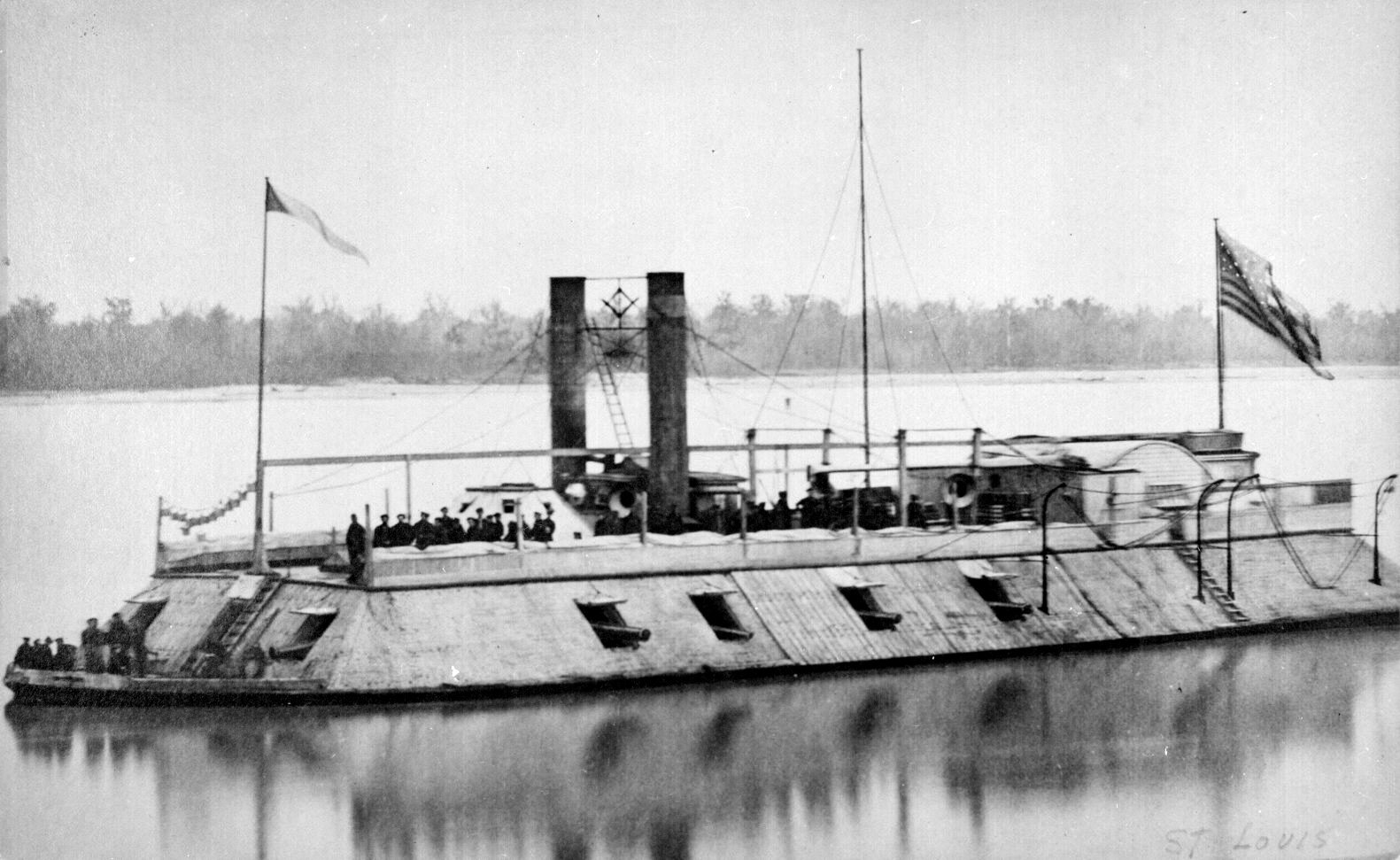
USS „Baron de Kalb”

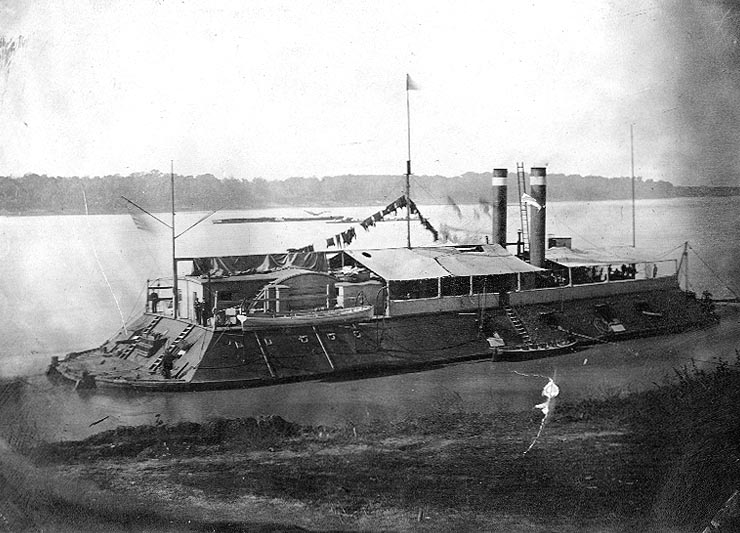
USS „Cincinnati” od rufy, z rozpiętymi tentami nad kazamatą

5 sierpnia 1861 Kwatermistrz Generalny rozstrzygnął przetarg na budowę kanonierek, do którego przystąpiło osiem firm z rejonu górnej Missisipi; z tego większość chciała zbudować od jednego do pięciu okrętów. Wybrano ofertę Jamesa Eadsa, który podjął się budowy serii do 16 kanonierek w cenie po 89.000 dolarów za okręt i dobrowolnie zobowiązał się do kar umownych w przypadku niedostarczenia jednostek do 10 października. Mimo że oferowana przez niego cena nie była najniższa, na wybór mogły mieć wpływ koneksje Eadsa, obok skali produkcji i propozycji kar umownych. W konsekwencji, 7 sierpnia Eads podpisał kontrakt na budowę 7 okrętów. Wbrew informacjom spotykanym w publikacjach, określających go jako stoczniowca, Eads nie posiadał własnej stoczni, dlatego po wygraniu kontraktu musiał dopiero zająć się organizacją budowy okrętów. W tym celu wynajął stocznię Carondelet Marine Railway and Drydock Company (inaczej Emerson Ways) w Carondelet koło Saint Louis (obecnie część tego miasta). Wynajął również kilkuset robotników, głównie do obróbki drewna. W Carondelet rozpoczęto budowę czterech okrętów, a pozostałe trzy Eads zlecił stoczni Hambleton, Collier & Co. w pobliskim Mound City nad rzeką Ohio. Budowane okręty otrzymały nazwy od nadrzecznych miast, stąd określane są jako typ City (miasto): „Cairo”, „Carondelet”, „Cincinnati”, „Louisville”, „Mound City”, „Pittsburgh” i „St. Louis”, ten ostatni przemianowany 8 września 1862 (po przejściu jednostek pod kontrolę marynarki USA) na „Baron de Kalb”. Cztery okręty zbudowano w stoczni w Carondelet koło Saint Louis („St. Louis”, „Carondelet”, „Louisville”, „Pittsburgh”), a pozostałe trzy w Mound City. Ogólne plany Pooka zostały nieco zmienione i dostosowane w trakcie konstrukcji. Budowę nadzorował początkowo kmdr por. John Rodgers, a po jego odwołaniu we wrześniu, komandor Andrew Foote.
Stępkę (a właściwie dno, w przypadku płaskodennych okrętów) pod budowę pierwszego „St. Louis” położono 27 września 1861, a kolejnych w odstępie kilku dni. Jako pierwszy wodowano prawdopodobnie „Carondelet” 12 października 1861. Pierwszy wszedł do służby również „Carondelet” 15 stycznia 1862, jako pierwszy okręt pancerny Unii i zarazem pierwszy specjalnie zbudowany okręt pancerny w Ameryce. Po zwodowaniu, na przełomie listopada i grudnia okręty przybyły do Cairo w celu wyposażenia. Dopiero w styczniu wyszła na jaw konieczność modyfikacji planów w postaci umieszczenia poziomego cylindra zbierającego parę nad kotłami oraz opancerzenia sterówki. Wszystkie jednostki weszły do służby do 16 stycznia 1862. Ostatecznie, mimo opóźnienia, rząd zapłacił Eadsowi przeciętnie 101 808 dolarów za jednostkę, nie obciążając go karami, z uwagi na konieczność prac dodatkowych oraz nieterminowe płatności ze strony rządu.

## Opis

### Architektura

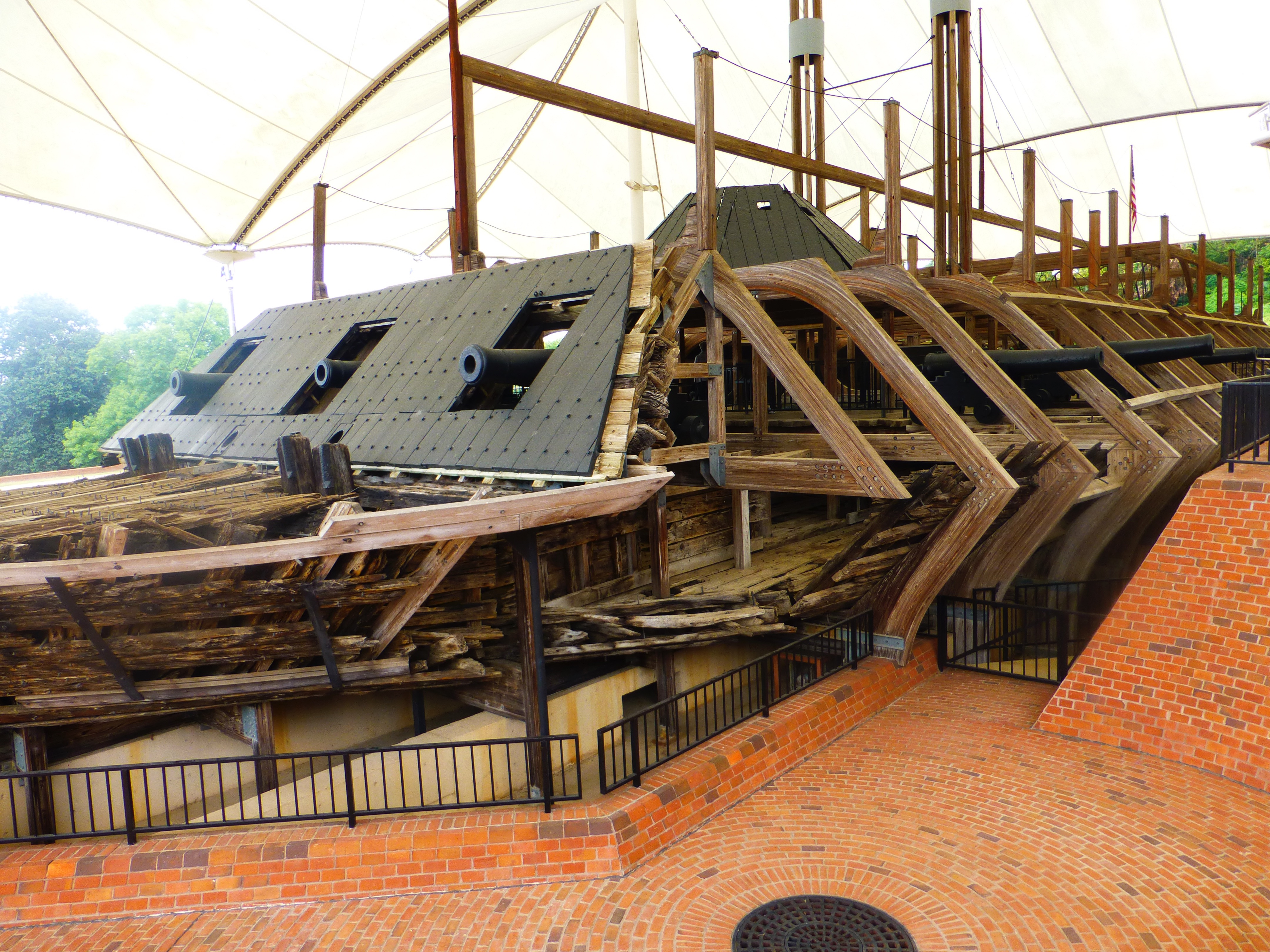
Wrak „Cairo” – widoczny szkielet konstrukcji

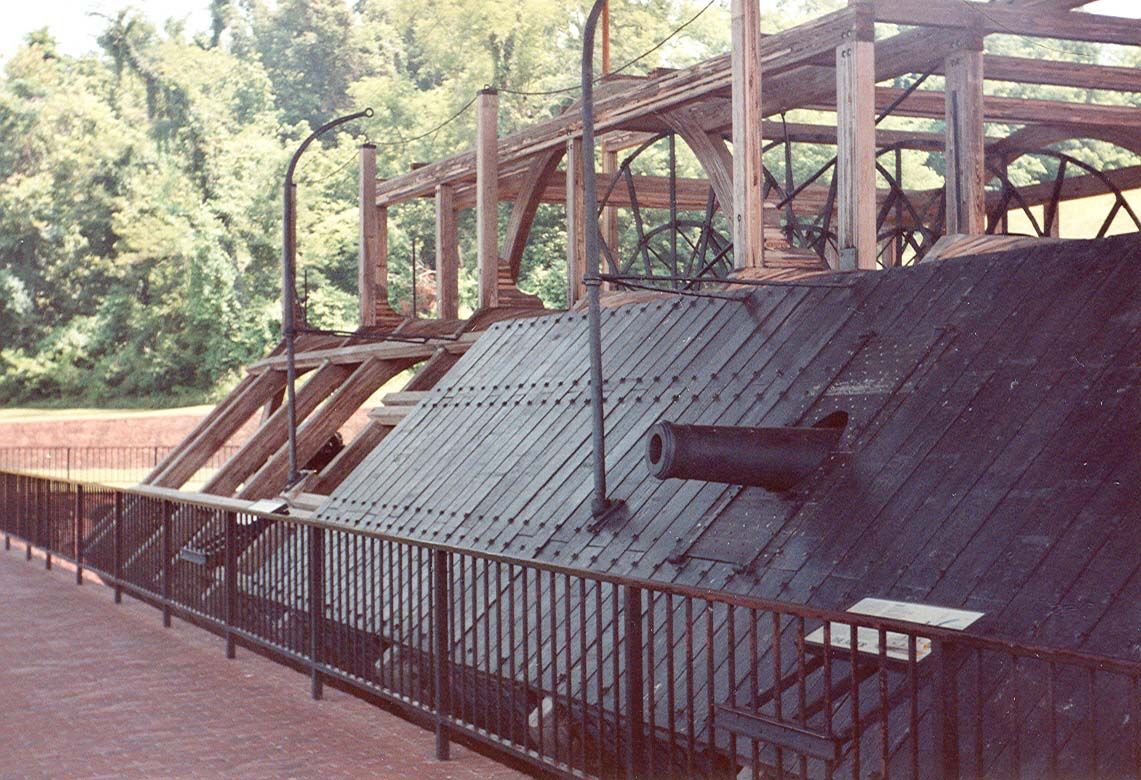
Wrak „Cairo” – częściowe deskowanie kazamaty

Okręty były konstrukcji drewnianej. Część nadwodna była przykryta kazamatą o silnie pochylonych ścianach (45°) i obrysie z góry zbliżonym do prostokątnego (nieco zakrzywionym na bokach blisko dziobu i rufy). Burty poniżej również były nachylone pod kątem 45° na zewnątrz, stąd w przekroju poprzecznym kadłub wraz z kazamatą stanowił spłaszczony sześciokąt, z płaskim dnem i dachem. Napęd stanowiło centralne koło łopatkowe, ukryte w tylnej części kazamaty.  Na dziobie i rufie jedynie w niewielkim stopniu niski kadłub wystawał poza kazamatę.  Nad dach kazamaty wystawała opancerzona ośmiokątna sterówka w przedniej części (w formie ściętego ostrosłupa), komin oraz wypukła osłona górnej części koła łopatkowego, połączona z lekkimi kabinami w jej tylnej części. Dach kazamaty niektórych kanonierek był modyfikowany, np. na „Louisville” zabudowano lekkie kabiny, wzorem statków rzecznych, na całej jego długości. Okręty były malowane w części nadwodnej na czarno, a w podwodnej - na czerwono. Dla odróżnienia, na kominach nosiły kolorowe pasy lub inne znaki identyfikacyjne. Załoga składała się z ok. 175 ludzi, w tym 16-17 oficerów.

### Opancerzenie
Kanonierki typu City były jedynie częściowo opancerzone płytami żelaznymi. Przednia nachylona ściana kazamaty wykonana była z belek dębowych łącznej grubości 61 cm (24') pokrytych płytami grubości 63 mm (2⅛”). Boczne ściany kazamaty wykonane były z desek grubości 30 cm (12⅛'). Jedynie na śródokręciu, w rejonie kotłowni i maszynowni, na długości ok. 18,3 m (60'), ściany były pokryte pionowymi pasami pancerza  grubości 63 mm, sięgającymi 3,65 m (12') w górę i 1,5 m (5') w dół od poziomej krawędzi połączenia kazamaty z kadłubem. W ten sposób, pierwsze dwie burtowe furty dział były w części nieopancerzonej, a ostatnie dwie - w opancerzonej. Sterówka była również pokryta żelazem, na podkładzie drewnianym grubości 48 cm (19”) na trzech przednich ścianach i 30 cm (12”) na pozostałych pięciu. Grubość blachy wynosiła tam 32 mm (1¼”). Płyty dostarczała walcownia Gaylord, Son & Company. 
Część okrętów miała później wzmacnianą osłonę w sposób improwizowany, zwłaszcza w narażonym na ostrzał przy starciu czołowym punkcie, a nie chronionym przez żelazny pancerz, jakim były przednie zakrzywione części ścian. Na kanonierce „Cairo” na przykład były tam przykręcone poziomo zagięte szyny kolejowe, a łączna masa pancerza sięgnęła na niej 122 tony (początkowa specyfikacja projektowa przewidywała 75 ton). W grudniu 1862 admirał Porter raportował o wyposażeniu „Carondelet”, „Cincinnati” i „Baron de Kalb” w dębowe kazamaty pokryte żelazem wokół kotłowni. Wiosną 1864, podczas ekspedycji na Red River, z czterech jednostek „Louisville”, „Mound City”, „Carondelet” i „Pittsburgh” zdjęto opancerzenie w celu ich odciążenia i prawdopodobnie już go nie założono z uwagi na brak potrzeb.

### Uzbrojenie

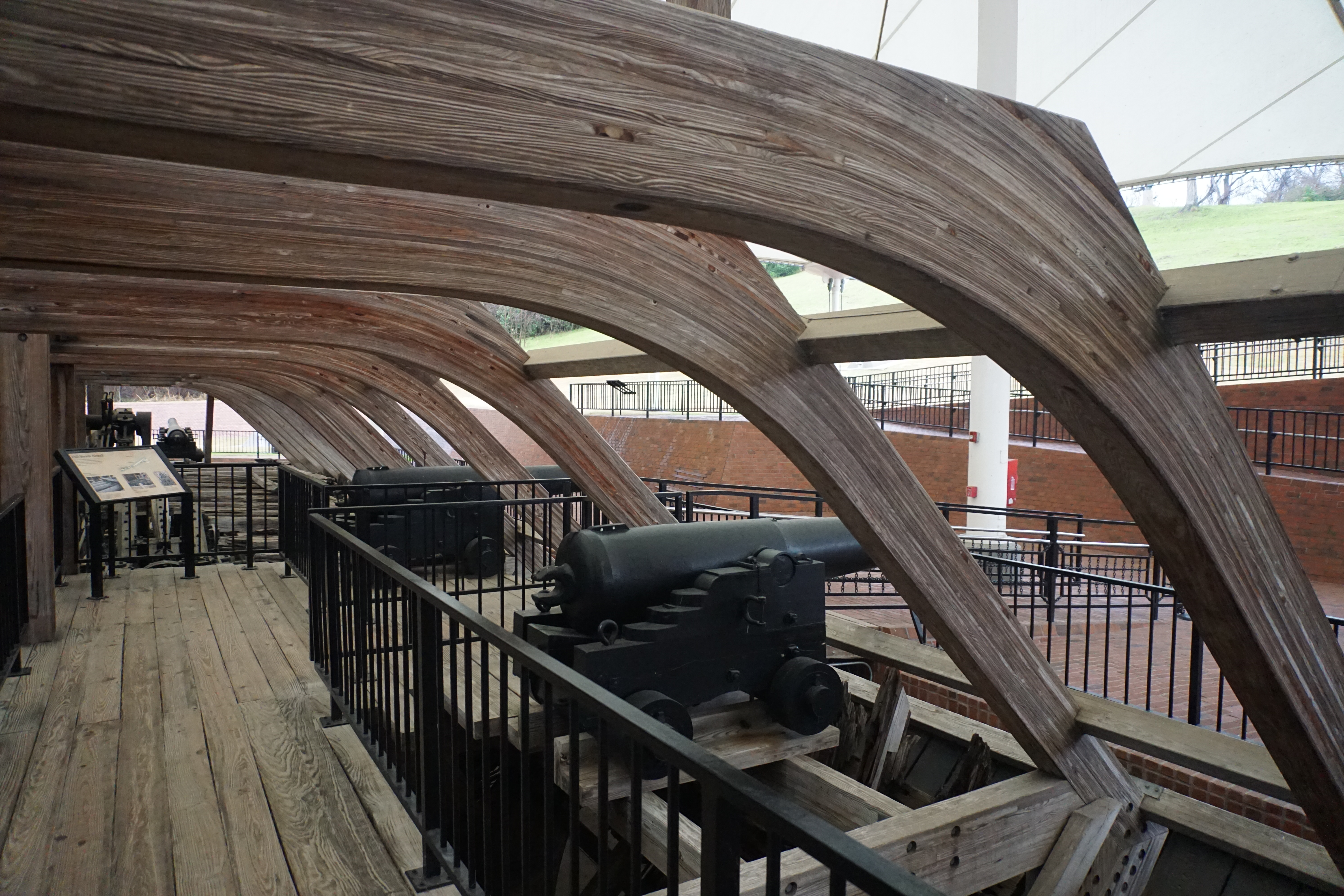
„Cairo” – widoczne ustawienie dział

Kanonierki przenosiły bardzo silne uzbrojenie, składające się z 13 dział, umieszczonych w strzelnicach w kazamacie, lecz ich skład był różny na okrętach i zmienny. Trzy działa były w przedniej ścianie kazamaty, dwa w tylnej i po cztery w bateriach burtowych. Ponadto okręty przenosiły haubicę 12-funtową Dahlgrena dla użycia na brzegu, jako działo desantowe. Przykładowo, „Cairo” początkowo przenosił 3 działa gwintowane 42-funtowe, 6 dział gładkolufowych 32-funtowych, 3 działa gładkolufowe 8-calowe i 1 działo 12-funtowe, zastąpione później przez 30-funtowe gwintowane Parrot (z tego, dwa działa 42-funtowe i jedno 8-calowe w głównej baterii dziobowej). 
„Baron de Kalb” w maju 1863 roku miał na dziobie jedno 10-calowe (254 mm) i dwa 9-calowe (229 mm) gładkolufowe działa Dahlgrena, na rufie dwa działa gwintowane 30-funtowe, a na burtach 2 działa 8-calowe i 6 dział 32-funtowych. Prawdopodobnie najcięższą baterię miał „Pittsburgh” w grudniu 1863 roku: 1 działo 100 funtów, 4 działa 9-calowe, 2 działa 8-calowe, 4 działa 32-funtowe, 2 działa 30-funtowe i 1 działo 12-funtowe.

### Napęd i mechanizmy
Napęd stanowiły dwie poziome maszyny parowe pojedynczego rozprężania, typowe dla ówczesnych statków rzecznych, o średnicy cylindrów 56 cm (22”) i skoku 183 cm (6'), napędzające centralne koło łopatkowe. Okręty miały pięć kotłów cylindrycznych w jednej grupie na śródokręciu, z których spaliny były odprowadzanie przez dwa wysokie kominy umieszczone obok siebie. Kotły były umieszczone wewnątrz kadłuba, poniżej linii wodnej, lecz nad nimi był cylinder zbieralnika pary. Okręty miały też mały silnik pomocniczy (tzw. doctor) dla pomp wody zasilających kotły oraz parowy kabestan. Koło łopatkowe miało 6,7 metra średnicy (22') i było umieszczone w wycięciu kadłuba od rufy, długim na ok. 8,5 m (28') i szerokim na 5,5 metra (18'). Okręty miały dwa stery, jednak manewrowość jednostek była słaba z uwagi na kształt kadłuba. Projektowana prędkość wynosiła 9 mil na godzinę (ponad 7 węzłów), ale rzadko jednostki tyle osiągały. „Cairo” uchodził za najszybszy, a „Carondelet” za najwolniejszy z okrętów.

### Ocena
Chociaż kanonierki typu City sprawdziły się w służbie i były generalnie uważane za udane okręty, projekt miał kilka słabych stron. Po pierwsze, pancerz żelazny osłaniał tylko przód i część boków kazamaty, pozostawiając nie chronione przednie zakrzywione części boków, które również były narażone na ostrzał przy preferowanej taktyce ataku czołowego. Boczny pancerz nie chronił kotłów z innych stron, co skutkowało wybuchem po trafieniu z lewej przedniej ćwiartki na „Mound City”. Części pokryte żelazem jednak z reguły dobrze opierały się ostrzałowi z dział. W pozostałym zakresie, drewniana osłona sprawdzała się przede wszystkim przeciw ostrzałowi z broni strzeleckiej. Pancerz nie chronił okrętów od góry, przez co były wrażliwe na ostrzał prowadzony z wysokich pozycji, chociaż było to wspólnym niedostatkiem większości okrętów rzecznych. Wszystkim powyższym niedostatkom pancerza próbowano w późniejszym czasie zaradzić improwizowanymi metodami. Ponadto, nie była chroniona pancerzem rufa okrętów.

## Służba w skrócie

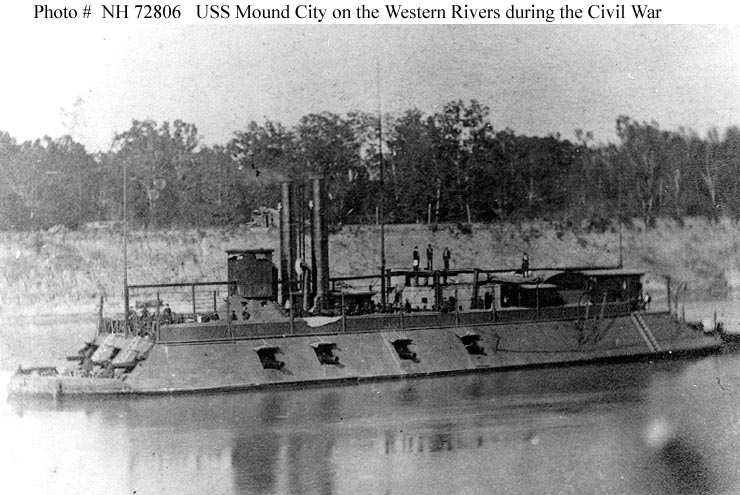
USS „Mound City”

Kanonierki typu City stanowiły rdzeń sił rzecznych Unii podczas praktycznie całej kampanii na Missisipi, od rozpoczęcia działań na dużą skalę w lutym 1862 roku do upadku Vicksburga w lipcu 1863. Żadna większa operacja zaczepna Unii podczas tej kampanii nie obyła się bez przynajmniej jednej kanonierki tego typu. Kanonierki pancerne używane były jako siła uderzeniowa flotylli, głównie do ostrzeliwania umocnionych punktów oporu przeciwnika. Z racji najsilniejszego opancerzenia i uzbrojenia w przedniej części, preferowaną taktyką był atak czołowy, w składzie  kilku okrętów.
Debiut bojowy kanonierek miał miejsce 6 lutego w ataku na Fort Henry nad rzeką Tennessee („Carondelet”, „Cincinnati”, „St. Louis”), kiedy to ostrzał prowadzony przez kanonierki (wraz z „Essex”) spowodował poddanie się fortu. Tydzień później, w dniach 14-15 lutego kanonierki „St. Louis”, „Carondelet”, „Louisville”, „Pittsburg” brały udział w ataku na Fort Donelson nad rzeką Cumberland. Tym razem wszystkie jednostki zostały w różnym stopniu uszkodzone, a atak nie przyniósł rezultatu, chociaż kanonierki przyczyniły się do zwycięstwa sił gen. Granta na lądzie.

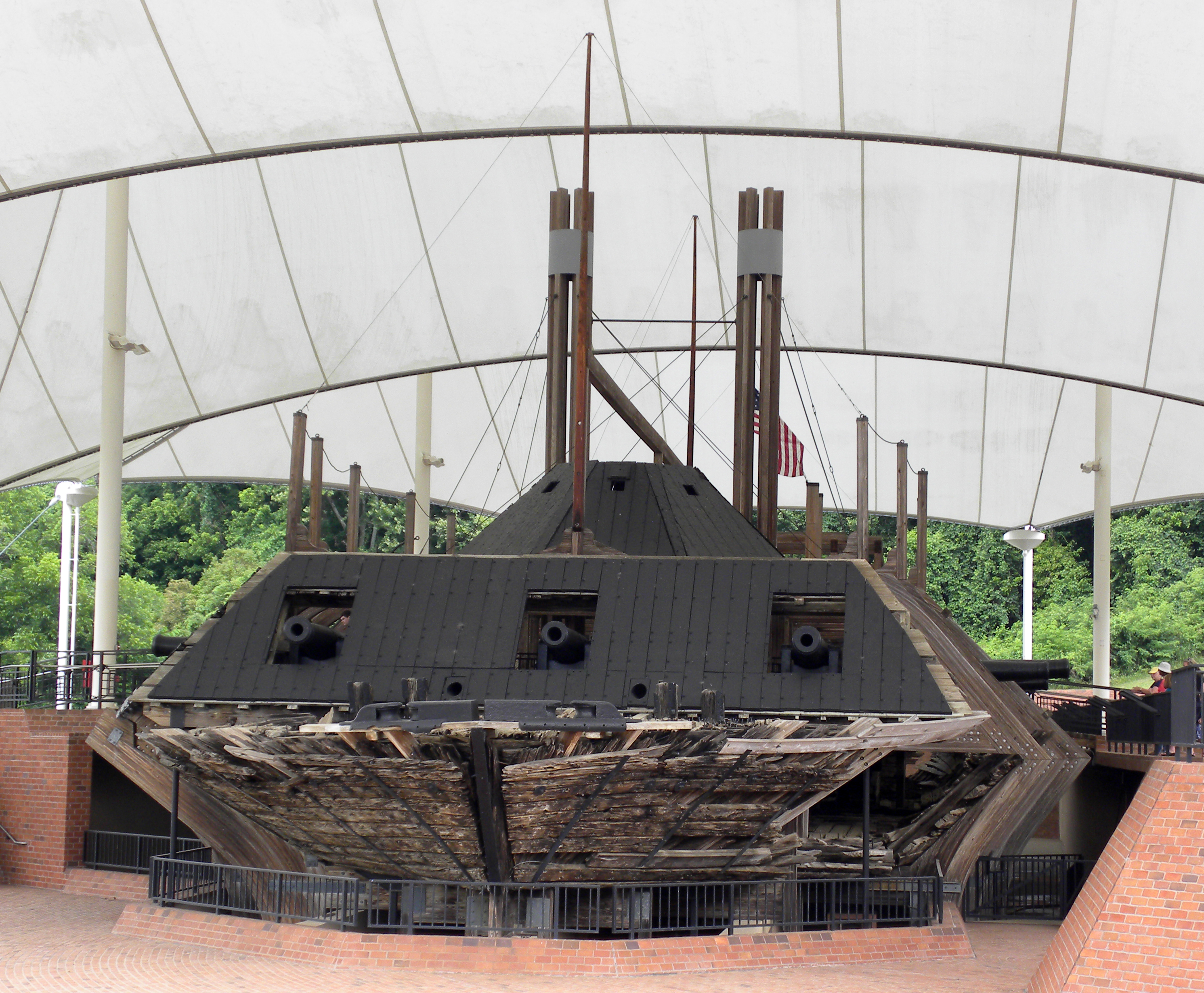
USS „Cairo” - stan obecny

Wszystkie kanonierki, oprócz „Cairo”, działały następnie w marcu i kwietniu w walkach o ufortyfikowaną wyspę „nr 10” na Missisipi. 4 kwietnia „Carondelet”, a 7 kwietnia „Pittsburgh” przedarły się w nocy koło wyspy w dół rzeki, co przyczyniło się do kapitulacji obrońców.
Kanonierki typu City brały następnie udział w działaniach do końca wojny, w tym w kampanii na Red River, zakończonej odwrotem sił Unii.
Bezpowrotnie utracono dwie z nich, obie na minach. „Cairo” zatonęła 12 grudnia 1862 na rzece Yazoo, a „Baron de Kalb” 13 lipca 1863 na tej samej rzece.
Wrak „Cairo” został wydobyty w latach 60. XX wieku i po częściowej rekonstrukcji, jest eksponowany w muzeum w Vicksburgu.